# Oscar Stribolt
Peter Oscar Stribolt (født 12. februar 1873 i København, død 20. maj 1927 på Frederiksberg) var en dansk skuespiller.
Han var oprindelig uddannet smed, men en god sangstemme bragte ham til teatret, hvor han debuterede i 1893 på Nørrebros Teater. Han blev senere engageret af Sønderbros Teater (fra 1902), Central Teatret, Scala-Teatret (fra 1913). Han var en meget populær varietéskuespiller der optrådte i utallige revyer, ofte i par med Olga Svendsen.
Han filmdebuterede i 1908 hos Nordisk Film, og blev efterfølgende en af dansk stumfilms mest produktive skuespillere. Grundet hans store kropsvægt og joviale humør ofte i forskellige komiske roller. Var del af Lau Lauritzen Sr.'s hold af komikere, der optrådte i en mængde af hans mindre farcer samt i en række Fy & Bi-film. Stribolt medvirkede i mere end 70 af Lauritzens film. I alt medvirkede han i mere end 145 film inkl. 4 svenske. Han instruerede desuden tre film for Nordisk Film.
Oscar Stribolt blev den 12. marts 1898 gift med Anna Jensine Dagmar Petersen. Han døde den 20. maj 1927 og ligger begravet på Solbjerg Parkkirkegård på Frederiksberg. 

## Filmografi

### Som skuespiller
| - Barn i Kirke (instruktør Viggo Larsen, 1908) - De fire Kærester (ukendt instruktør, 1908) - Kaliffens Æventyr (instruktør Viggo Larsen, 1908) - Vildmanden (som tjener; instruktør Viggo Larsen, 1908) - Havkongens Datter (ukendt instruktør, 1908) - Stativerne paa Morgenkommers (ukendt instruktør, 1908) - Naar Djævle er paa Spil (ukendt instruktør, 1909) - Faldgruben (som Røde Bibi; instruktør Emanuel Tvede, 1909) - Meyer og Frue paa Lystrejse (ukendt instruktør, 1910) - Elverhøj (som Bjørn Olufson, hushovmester på Højstrup; instruktør Jørgen Lund, 1910) - Afgrunden (som opvarter i beværtningshave; instruktør Urban Gad, 1910) - Kean (som kroværten; instruktør Holger Rasmussen, 1910) - Lattermaskinen (ukendt instruktør, 1910) - Ølkuskens Drøm (ukendt instruktør, 1910) - Oscar Stribolt som Jæger (ukendt instruktør, 1910) - København ved Nat (som fedevarehandler Kraft; ukendt instruktør, 1910) - Det gale Pensionat (som tjener; ukendt instruktør, 1911) - Manicuredamen med det store Hjærte (som hofjægermester Krag; ukendt instruktør, 1911) - Den afbrudte Bryllupsnat (som svigerfa'r; ukendt instruktør, 1911) - Herr och fru Mommesen på skogsutflykt (som svigerfa'r; ukendt instruktør, 1911; svensk) - Badets Dronning (som ungkarl; instruktør Eduard Schnedler-Sørensen, 1912) - En Hjemkomst (ukendt instruktør, 1912) - De uheldige Friere (ukendt instruktør) - Broder och syster (som Grosserer; instruktør Poul Welander, 1912; svensk) - Oscar Stribolt som Vidunderbarn (som Oscar, violinvirtuos; ukendt instruktør, 1912) - Hotellets nye Skopudser (instruktør Eduard Schnedler-Sørensen, 1912) - Brudegaven (instruktør Christian Schrøder, 1912) - Et moderne Ægteskab (instruktør Leo Tscherning, 1912) - Unge Pigers Værn (instruktør Eduard Schnedler-Sørensen, 1912) - Du skal ikke solde (instruktør Eduard Schnedler-Sørensen, 1912) - Oscar Stribolts Julegave (som grosserer Hummel; ukendt instruktør, 1912) - Kærlighed og Penge (instruktør Leo Tscherning, 1912) - Lumpacivagabundus (som Syl, skomagersvend; ukendt instruktør, 1912) - Prins for en Dag (som borgmesteren i Waldeck; instruktør Eduard Schnedler-Sørensen, 1913) - Grossererens Overordnede (instruktør Sofus Wolder, 1913) - Ægteskabets tornefulde Vej (instruktør Sofus Wolder, 1913) - Kæmpedamens Bortførelse (instruktør Sofus Wolder, 1913) - Styrmandens sidste Fart (som Bådsmand Sivertsen; instruktør Eduard Schnedler-Sørensen, 1913) - En Skipperløgn (som Skipper-kollega; instruktør Eduard Schnedler-Sørensen, 1913) - Festforestilling i Snolderød (som skuespiller; instruktør Eduard Schnedler-Sørensen, 1913) - Sladder (instruktør Christian Schrøder, 1913) - Den gamle Majors Ungdomskærlighed (som Major Kurt von Stauffenberg, ungkarl; instruktør Axel Breidahl, 1913) - Ramasjang i Kantonnementet (instruktør Christian Schrøder, 1913) - Dobbeltgængeren (ukendt instruktør, 1913) - Axel Breidahl som Hypnotisør (som svigerfar; instruktør Axel Breidahl, 1913) - Troskabsvædsken (instruktør Sofus Wolder, 1913) - Fem Kopier (instruktør August Blom, 1913) - Den fremmede Tjener (instruktør Eduard Schnedler-Sørensen, 1913) - En nydelig Ægtemand (som Descombes, konsul; instruktør Eduard Schnedler-Sørensen, 1914) - Kvindehadernes Fald (instruktør Eduard Schnedler-Sørensen, 1914) - Eventyrersken (som Grev Albert von Schönau; instruktør August Blom, 1914) | - De besejrede Pebersvende (som Dam, pebersvend; instruktør Lau Lauritzen Sr., 1914) - Svindlere (instruktør Eduard Schnedler-Sørensen, 1914) - Snustobaksdaasen (instruktør Sofus Wolder, 1914) - Stemmeretskvinden (som oberst von Kuhnau; instruktør Eduard Schnedler-Sørensen, 1914) - En slem Dreng (som Brumberg, Karls onkel; instruktør Lau Lauritzen Sr., 1915) - En Vandgang (som Partikulier Rørstrøm; instruktør Lau Lauritzen Sr., 1915) - Kærlighed pr. Flytteomnibus (som Ernas far; instruktør Lau Lauritzen Sr., 1915) - Alle Kneb gælder (som Hansen; instruktør Lau Lauritzen Sr., 1915) - To Mand frem for en Enke (som Viktualiehandler Feddersen; instruktør Lau Lauritzen Sr., 1915) - Hjertefejlen (som Doktor Rahr, Evas gudfader; instruktør Lau Lauritzen Sr., 1915) - Tyvepak (som overbetjent; instruktør Lau Lauritzen Sr., 1915) - Spøgelsestyven (som Karl, ung og forlegen; instruktør Lau Lauritzen Sr., 1915) - Susanne paa Eventyr (som Particulier Tyksen; instruktør Lau Lauritzen Sr., 1915) - Kampen om Barnet (som krovært; instruktør Hjalmar Davidsen, 1915) - Kong Bukseløs (som Paludan Plum, digter; instruktør Lau Lauritzen Sr., 1915) - Familien Pille som Spejdere (som Pille, apoteker i Lilleby; instruktør Lau Lauritzen Sr., 1915) - Kærlighedens Firkløver (som Baron Browning; instruktør Alfred Cohn, 1915) - Susanne i Badet (som "Basse", arbejdsløs; instruktør Lau Lauritzen Sr., 1915) - Ungkarl og Ægtemand (som Marius Meyer, grosserer; instruktør A.W. Sandberg, 1915) - Tre om Een (som Bech, millionær; instruktør Lau Lauritzen Sr., 1915) - Et Haremsæventyr (som Thomas Wilson, amerikansk konsul; instruktør Holger-Madsen, 1915) - Stribolt paa Kærlighedsstien (som Grosserer Bech; instruktør A.W. Sandberg, 1915) - Hvem var hun? (som borgmesteren; instruktør Lau Lauritzen Sr., 1915) - En moderne Don Juan (som Max Stein, direktør for skilsmissebureau; instruktør Lau Lauritzen Sr., 1915) - Flyttedags-Kvaler (som rentier Holm; instruktør Lau Lauritzen Sr., 1915) - Manden uden Fremtid (som Hugh Dremont, millionær; instruktør Holger-Madsen, 1916) - Paraplyen (som Bech, slagtersvend, Larines kæreste; instruktør Lau Lauritzen Sr., 1916) - Don Juans Overmand (som Oberst Sejsberg, Ingers onkel; instruktør Lau Lauritzen Sr., 1916) - Herr og fru Mommesen på skogsutflykt (som Spækhøker "Stri"; ukendt instruktør, 1916; svensk) - Malkepigekomtessen (som grev Joachim Trolle; instruktør Robert Dinesen, 1916) - Den værdifulde Husassistent (instruktør Lau Lauritzen Sr., 1916) - Eventyr paa Fodrejsen (instruktør Lau Lauritzen Sr., 1916) - En skindød Ægtemand (instruktør Lau Lauritzen Sr., 1916) - Hønseministerens Besøg (instruktør Lau Lauritzen Sr., 1916) - Det bertillonske System (instruktør Lau Lauritzen Sr., 1916) - Sommer-Kærlighed (som doktor Snap; instruktør Lau Lauritzen Sr., 1916) - Arvetanten (som Hans von Tønden, godsejer; instruktør Lau Lauritzen Sr., 1916) - Hjertekrigen paa Ravnsholt (som Hans von Stoltenberg, ritmester; instruktør Robert Dinesen, 1917) - Ung og forelsket (som Grosserer Abraham; instruktør Lau Lauritzen Sr., 1917) - Amors Hjælpetropper (som Jørgen Bømler, kromand og Odas onkel; instruktør Hjalmar Davidsen, 1917) - Den megen Kærlighed (instruktør Lau Lauritzen Sr., 1917) - Dydsdragonen (som Momme; instruktør Lau Lauritzen Sr., 1918) - Ansigtet i Floden (som David A. Harrison; instruktør Hjalmar Davidsen, 1918) - Damernes Ridder (som Dolle, handelsmand; instruktør Lau Lauritzen Sr., 1918) - Ægteskabshaderne (som godsejer Bombay; instruktør Lau Lauritzen Sr., 1918) | - Naar man er ung og forelsket (som direktør Stripp; instruktør Lau Lauritzen Sr., 1918) - Hendes Hjertes Ridder (som Claude Cavelli, advokat, Constances nevø; instruktør Robert Dinesen, 1918) - Luksuschaufføren (som Archibald W. Johnson, strømpefabrikant; instruktør Robert Dinesen, 1918) - Kærlighed og Pædagogik (som Godsejer Mamses, Aages onkel; instruktør Lau Lauritzen Sr., 1918) - Brændt a' (som Basse; instruktør Lau Lauritzen Sr., 1919) - Mandens Overmand (instruktør Lau Lauritzen Sr., 1919) - Godsejeren (som James Sullivan; instruktør Lau Lauritzen Sr., 1919) - Mesterdetektiverne (som Basse, privatdetektiv; instruktør Lau Lauritzen Sr., 1919) - Nalles Børnehave (som Nalle; instruktør Lau Lauritzen Sr., 1919) - Den Sømand han maa lide (som Skipper Mikkelsen; instruktør Lau Lauritzen Sr., 1919) - Skruebrækkeren (som Hr. Basse; instruktør Lau Lauritzen Sr., 1919) - Livsforsikringsagenten (som Basse; instruktør Lau Lauritzen Sr., 1919) - Har været med et Brev i Postkassen (instruktør Lau Lauritzen Sr., 1919) - Manden, der gøer (som Basse, digter; instruktør Lau Lauritzen Sr., 1919) - Bægersvingeren (instruktør Lau Lauritzen Sr., 1919) - Kærlighed og Kontanter (instruktør Lau Lauritzen Sr., 1919) - En Sølvbryllupsdag (instruktør Lau Lauritzen Sr., 1920) - Hans bedre Halvdel (som Palle Skram, kunstmaler; instruktør Lau Lauritzen Sr., 1920) - Frøken Larsens Karriere (instruktør Lau Lauritzen Sr., 1920) - Evas Forlovelse (instruktør Lau Lauritzen Sr., 1920) - Det levende Hittegods (instruktør Lau Lauritzen Sr., 1920) - Film, Flirt og Forlovelse (som herren; instruktør Lau Lauritzen Sr., 1921) - De livlige Statuer (instruktør Lau Lauritzen Sr., 1921) - Metode i Galskaben (instruktør Lau Lauritzen Sr., 1921) - Kärlek och hypnotism (som Nollemann, hypnotisør og spiritist; instruktør Lau Lauritzen Sr., 1921; svensk) - Häxan (som munk; Benjamin Christensen, 1922; svensk) - Hans Kones Mand (som Nicolaysen, spækhøker; instruktør Lau Lauritzen Sr., 1922) - Sol, Sommer og Studiner (som grosserer Kruse; instruktør Lau Lauritzen Sr., 1922) - Mellem muntre Musikanter (som direktør Jessen; instruktør Lau Lauritzen Sr., 1922) - Han, hun og Hamlet (som nabo; instruktør Lau Lauritzen Sr., 1922) - Byens Don Juan (instruktør Gerhard Jessen, 1923) - Peter Ligeglad paa Eventyr (som Konsul Diger; Carl Alstrup, 1923) - Sommerspøg og Rævestreger (som Godsejer Sprange; instruktør Gerhard Jessen, 1923) - Professor Petersens Plejebørn (som Smugler Jørgen; instruktør Lau Lauritzen Sr., 1924) - Lille Lise Letpaataa (som "Tykke", journalist; instruktør Lau Lauritzen Sr., 1924) - Takt, Tone og Tosser (som byens lykkeligste slagter; instruktør Lau Lauritzen Sr., 1925) - Don Quixote (som slotspræsten; instruktør Lau Lauritzen Sr., 1926) - Ulvejægerne (som gæstgiver Nikolajsen; instruktør Lau Lauritzen Sr., 1926) - Lykkehjulet (som monsieur Panard, modekonge; instruktør Urban Gad, 1926) - Ægtemand for en Time (instruktør Lau Lauritzen Sr.) - Mekanik-Pigen (instruktør Lau Lauritzen Sr.) - En Bryllupsrejse (ukendt instruktør) - En Arrestation med Ekstraforplejning (ukendt instruktør) - Kærlighed og Lotteri (instruktør Lau Lauritzen Sr.) - Dansegalskab (instruktør Lau Lauritzen Sr.) - Den tapre Svigermoder (instruktør Lau Lauritzen Sr.) - Hvis er Barnet? (instruktør Lau Lauritzen Sr.) - Trolden i Æsken (instruktør Lau Lauritzen Sr.) |

### Som instruktør
- En tro og villig Pige (1917)
- Det spøger i Villaen (1918)
- Et nydeligt Trekløver (1919)